# Neozygoneura alboantennata
Neozygoneura alboantennata är en tvåvingeart som först beskrevs av Lane 1946.  Neozygoneura alboantennata ingår i släktet Neozygoneura och familjen sorgmyggor. Inga underarter finns listade i Catalogue of Life.